# Charbel Georges Merhi
Charbel Georges Merhi  CML (* 12. Oktober 1937 in Eddé, Libanon) ist emeritierter maronitischer Bischof von Buenos Aires in Argentinien.

## Leben
Am 29. August 1964 wurde er zum Ordenspriester der Kongregation der libanesisch-maronitischen Missionare (CML) geweiht.
Die Ernennung zum ersten Bischof der Eparchie des Hl. Scharbel von Buenos Aires erfolgte am 5. Oktober 1990. Der Maronitische Patriarch, Nasrallah Boutros Kardinal Sfeir, spendete ihm am 2. Dezember 1990 die Bischofsweihe. Ihm assistierten als Mitkonsekratoren Georges Abi-Saber OLM aus Kanada und der Weihbischof in Antiochia, Roland Aboujaoudé. Die Amtseinführung fand am 17. März 1991 statt. Als Teilnehmer an der Sonderversammlung der Bischofssynode zum Nahen Osten im Oktober 2010 unterstrich er die Forderung zum Frieden zwischen Christen und Muslimen, denn, so führte er aus, seien sie doch alle Söhne des Abraham.
Am 17. April 2013 nahm Papst Franziskus seinen altersbedingten Rücktritt an.